# Monument allemand du cimetière Saint-Charles
Le monument allemand du cimetière Saint-Charles est un monument allemand situé à Sedan dans le département des Ardennes en région Grand Est. 

## Histoire
En totalité, le monument allemand du cimetière Saint-Charles comprenant sa terrasse et ses degrés d'accès, tel que délimité sur le plan annexé, sont inscrits au titre des monuments historiques par arrêté du 28 décembre 2017.

## Description
L’architecte est Ludwig Lony.